# Sparkasse Hilden-Ratingen-Velbert
Die Sparkasse Hilden-Ratingen-Velbert (kurz: Sparkasse HRV) ist eine öffentlich-rechtliche Sparkasse mit Sitz in Velbert. Ihr Geschäftsgebiet entspricht den Städtegebieten der Städte Hilden, Ratingen und Velbert, alle im Kreis Mettmann, Nordrhein-Westfalen.

## Organisationsstruktur
Maßgebend für die geschäftliche Tätigkeit sind das Kreditwesengesetz der Bundesrepublik Deutschland (KWG), das Sparkassengesetz von Nordrhein-Westfalen (SpkG) und die vom Zweckverband erlassene Satzung. In allen drei Städten Hilden, Ratingen und Velbert gibt es eine Hauptgeschäftsstelle, wobei die Velberter Hauptgeschäftsstelle offizieller Sitz der Sparkasse ist.

## Entstehung
Die Sparkasse Hilden-Ratingen-Velbert entstand am 1. Januar 2003 durch die Fusion der ehemals selbstständigen Stadt-Sparkasse Hilden mit der Sparkasse Ratingen und der Sparkasse Velbert. Mit rund 240.000 Einwohnern in ihrem Geschäftsgebiet und ca. 730 Mitarbeitern ist sie die größte Sparkasse im Kreis Mettmann.

## Geschäftsausrichtung und Geschäftserfolg
Die Sparkasse Hilden-Ratingen-Velbert wies im Geschäftsjahr 2023 eine Bilanzsumme von 4,112 Mrd. Euro aus und verfügte über Kundeneinlagen von 3,432 Mrd. Euro. Gemäß der Sparkassenrangliste 2023 liegt sie nach Bilanzsumme auf Rang 119. Sie unterhält 21 Filialen/Selbstbedienungsstandorte und beschäftigt 586 Mitarbeiter.

## Stiftungen
Das Stiftungsengagement der drei ehemals selbstständigen Sparkassen wird auch von der neuen Sparkasse fortgeführt. Das sparkasseneigene Stiftungskapital beträgt gut 2,5 Mio. Euro, darüber hinaus wurde mit insgesamt 675.000,- Euro die Sport- und Kulturstiftung der Stadt Hilden dotiert. Aus dem Vermögen der Stiftungen werden unterschiedlichste Projekte und Einrichtungen wie z. B. Sport- und Kulturereignisse bzw. -vereine, Denkmal- und Landschaftspflege, Naturschutz, Schulen, Kindergärten, Jugend- und Altenheime, Kirchengemeinden oder Behinderteneinrichtungen gefördert.